# Virgil Partch
Virgil Franklin Partch (né le 27 octobre 1916 sur l'Île Saint-Paul en Alaska et mort le 10 août 1984 près de Valencia en Californie) est un auteur de bande dessinée et dessinateur humoristique américain.

## Biographie
C'est l'un des dessinateurs humoristiques les plus prolifiques et les plus reconnus des années 1940 et 1950. Il a créé les comic strips Big George et The Captain’s Gig.